# Jarosław Dąbrowski

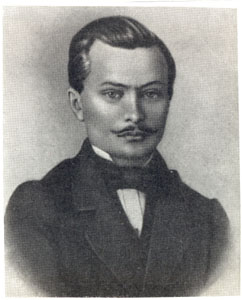
Jarosław Dąbrowski

Jarosław Dąbrowski, Jarosław Radwan Dąbrowski-Żądło, född 13 november 1836 i Zjytomyr, död 23 maj 1871 i Paris, var en polsk adelsman, revolutionär och general. 
Dąbrowski studerade vid en arméhögskola i Sankt Petersburg 1852–1861, och blev sedan officer i den ryska armén. 1862 arresterades han och dömdes till livstids fängelse som involverad i förberedelserna av januariupproret. Dąbrowski lyckades dock rymma i december 1864 och emigrerade till Frankrike, där han 1871 framstod som en av Pariskommunens ledare och bl.a. var överbefälhavare för kommunens väpnade styrkor.
Den 21 maj 1871, kort efter att han utnämnts till befälhavare, trädde den franska armén in i Paris. Många i kommunens nationalgarde sökte en syndabock, och Dąbrowski var först att bli anklagad. Ett rykte bland upprorsmännen påstod att han accepterat en miljon franc för att överge staden. Ryktet upphörde när han dog två dagar senare, efter skador han ådragit sig på barrikaderna. Hans sista ord ska ha varit: "Säger de fortfarande att jag var en förrädare?" Kommunen föll fem dagar senare, den 28 maj 1871.